# Olios coenobitus
Olios coenobitus är en spindelart som beskrevs av Fage 1926. Olios coenobitus ingår i släktet Olios och familjen jättekrabbspindlar.
Artens utbredningsområde är Madagaskar. Inga underarter finns listade i Catalogue of Life.